# John Barton
John Bernard Adie Barton (Londra, 26 novembre 1928 – Londra, 18 gennaio 2018) è stato un regista teatrale inglese.

## Biografia
Figlio di Sir Harold Montague e Lady Barton, John Barton si formò all'Eton College e al King's College dell'Università di Cambridge, prima di debuttare sulle scene londinesi nel 1953 con la regia di Enrico V al Westminster Theatre.
Nel 1960 co-fondò la Royal Shakespeare Company con Peter Hall e ne fu regista per oltre quarant'anni. Nelle oltre cinquanta produzioni allestite per la RSC, Barton collaborò con altri registi di spicco (tra cui Hall e Trevor Nunn) e diresse alcuni degli attori più acclamati della loro generazione, tra cui Judi Dench, Ian McKellen, Patrick Stewart, Vanessa Redgrave, David Suchet, Sinéad Cusack, Ben Kingsley, Roger Rees, Jane Lapotaire e Peggy Ashcroft.
È stato sposato con Anne Righter Barton, docente di letteratura inglese al Trinity College di Cambridge, dal 1969 alla morte della donna, avvenuta nel 2013.